# Ramiro Salazar Rodríguez
Ramiro Javier Salazar Rodriguez (Matamoros, Tamaulipas, 3 de diciembre de 1950-Matamoros, Tamaulipas, 13 de febrero del 2025) fue un político mexicano, miembro del Partido Acción Nacional (PAN).

## Vida personal
Nació en Matamoros, Tamaulipas, donde realizó todos sus estudios básicos,Fue gerente general de Materiales para Construcción y Ferretería Salazar. Es padre de la exalcaldesa municipal de Matamoros Lety Salazar.

## Trayectoria política
Fue militante del PAN desde 1989 año en el que inició en la política. En el año 1989 participó como candidato a Regidor cuando Rolando Martínez Calderoni fue candidato a la Presidencia Municipal de Matamoros; en el año 1989 en una asamblea municipal fue elegido secretario general del Partido Acción Nacional en este municipio por los miembros activos.
En el año 1995 participó como candidato a diputado local por el séptimo distrito electoral, en ese entonces el más grande del Estado de Tamaulipas, en ese mismo año el PAN ganó en Matamoros la presidencia municipal y las dos diputaciones locales encabezando la planilla el actual diputado federal el C.P. Ramón Antonio Sampayo Ortiz y llevando en la fórmula al C.P. Ángel Sierra Ramírez y un servidor como candidatos a diputados locales.
De 1996 a 1998 fue diputado local en Congreso de Tamaulipas en la LV Legislatura del Estado de Tamaulipas.
En 1996 los panistas lo eligieron como presidente del CDM en Matamoros, en el año 2000 participó como coordinador general de la Campaña Presidencial en Matamoros del expresidente, Vicente Fox Quezada, municipio en el cual ganó con más de 20,000 votos.
En el año 2006 colaboró en la coordinación de campaña del expresidente Felipe Calderón Hinojosa.
En 2012 apoyó a la exalcaldesa Lic. Norma Leticia Salazar Vázquez,  como coordinadora de la campaña a la Presidencia de la República de la excandidata Josefina Vázquez Mota la cual ganó con más de 20,000 votos.
Fue candidato del PAN a  diputado federal por el Distrito 4° en las elecciones de 2015.